# Peters-Atlas
Der Peters-Atlas wurde 1989 von dem Historiker Arno Peters veröffentlicht. Peters entwickelte eine nach eigenen Angaben neue Darstellungsart von Landkarten, die es möglich mache, eine angeblich weitgehend verzerrungsfreie Projektion der Flächen der Erde zu erreichen – die Peters-Projektion. Alle im Atlas enthaltenen Karten haben den gleichen Flächenmaßstab, was den direkten Größenvergleich verschiedener Regionen oder Staaten vereinfachen soll. Durch diese Sichtweise bekämen laut Peters die Kontinente ihre „wahre Dimension“, und die Projektion wirke dadurch der „eurozentristischen Denkweise“ entgegen.

## Neuauflage
2010 wurde von dem Ullmann Verlag eine neue Version herausgegeben. Sie enthält 42 Haupt- und 212 Themenkarten. Die Hauptkarten zeigen in jeweils gleichem Größenverhältnis alle Kontinente der Welt. Die Themenkarten zeigen immer auf einer Doppelseite eine bestimmte Anzahl an Weltkarten, die spezialisiert auf ein Thema sind (z. B. Anzahl der Soldaten in jedem Land).